# Planinski vodnik
Planinski vodnik, tudi gorski (gorniški) vodnik je človek, strokovno usposobljen za vodenje ljudi v gorah, lahko pa tudi priročnik v obliki knjižice, ki ga napišejo poznavalci gora.

## Definicije in pojmi
Po merilih PZS je planinski vodnik usposobljen za vodenje po gorskem svetu in pri turnem smučanju v gorah.
Gorniški vodnik je član gorniške organizacije, usposobljen za vodenje v gore.
Gorski vodnik je oseba, ki je usposobljena in ima veljavno dovoljenje za vodenje oseb na gorskih turah in vzponih, turnih smukih in za pouk iz gorništva.
Gorski vodnik z licenco je vodnik z dovoljenjem za vodenje, registriran pri združenju gorskih vodnikov določene države.
Gorski vodnik z mednarodno licenco je vodnik, registriran pri Mednarodni zvezi združenj gorskih vodnikov (IFMGA).

## Zgodovina vodništva
Prvi vodniki v gorah so bili domačini, predvsem pastirji in lovci, poti so dobro poznali tudi tihotapci, gozdarji, rudosledci, oglarji, skratka tisti, ki so živeli in delali v gorskem okolju. V zgodovini so spremljali vojske, romarje in trgovce. Za najbolj vzdržljive in poznavalske so veljali divji lovci, o čemer je konec 18. stoletja pisal medicinec in utemeljitelj alpinizma Balthasar Hacquet.
Domačini so spremljali in bili nosači naravoslovcem (botanikom, mineralogom) in kasneje tudi že ljubeljem gora. Na Slovenskem so bili prvi resni raziskovalci gora med drugimi Franz Wulfen, Anton Scopoli, Henrik Freyer, Franz Hohenwart, Žiga Zois. V našem gorskem svetu je bilo v drugi polovici 18. in v 19. stoletju najbolj poznano trentarsko in bohinjsko gorsko vodništvo. Prvo društvo gorskih vodnikov je bilo ustanovljeno leta 1822 v Chamonixu.
V času, ko je gore raziskoval Julius Kugy, so bili poznani Trentarji Anton Tožbar, Andrej in Jože Komac, na bohinjski strani Anton Kos in Škantarji, Mojstrančani Simon Pintar in Janez Klančnik. V kamniško-Savinjskih Alpah so se vodniki pojavili šele v zadnji četrini 19. stoletja, ko je gore raziskoval Johannes Frischauf. Med znanimi so bili Jernej Veršnik z Jezerskega, Matevž Matijevec iz Luč in Valentin Uršič iz Kamniške Bistrice.
Nekaj mejnikov v zgodovini vodništva:
- 26.8.1778 prvi vzpon na Triglav;
- 1822 prva reševalna akcija - prenos ponesrečenca s Triglava;
- 1872 Triglavski prijatelji sose ukvarjali tudi z organizacijo vodnikov in vodniškimi pravili;
- 1874 je bil sprejet prvi predpis - Red za gorske vodnike;
- 1894 je bil v Mojstrani organiziran prvi tečaj za vodenje po gorah;
- do leta 1903 sta imela pravico do avtorizacije vodnikov na Slovenskem DÖAV in ÖTC;
- 1904 je izšel Red za gorske Vodnike Vojvodine Kranjske;
- 1909 dobi pravice glede vodnikov tudi Slovensko planinsko društvo
- 1921 izide prvi priročnik Na planine, Pavla Kunaverja;
- 1936 začne UIAA načrtno usposabljati člane za hojo v gore;
- 1957 je bil izveden prvi tečaj za mladinske vodnike;
- 1958 izide Pravilnik o organizaciji gorskih vodnikov;
- 1961 je bila organizirana prva Planinska šola;
- 1966 je bila ustanovljena Mednarodna zveza gorskih vodnikov (IFMGA);
- 1976 se je začelo načrtno usposabljanje planinskih vodnikov na Slovenskem;
- 1979 je začela delovati slovenska šola za vodnike v Manangu, Nepal;
- 1980 je bilo vzpostavljeno Planinsko učno središče Bavšica;
- 1983 je izšel učbenik Planinski vodnik;
- 1993 je bilo ustanovljeno Združenje gorskih vodnikov Slovenije;
- 2000 je gorniška komisija pri UIAA potrdila program usposabljanja vodnikov pri PZS;
- 2002 je bila pri PZS ustanovljena Vodniška komisija;
- 2006 je izšel Vodniški učbenik.

Prostovoljno vodništvo se v Sloveniji oblikovalo že pred drugo svetovno vojno. Po njej pa je bilo v okviru PZS poleg gorskega vodništva organizirano tudi prostovoljno vodništvo. Sistematično vzgajanje se je začelo leta 1964, ko je bila uvedena Planinska šola, leta 1977 pa izdan tudi učbenik.

## Organizacija vodništva

### Prostovoljno vodništvo
Planinski vodniki PZS izvajajo dejavnost v gorski naravi z najpomembnejšim ciljem zagotavljati varnost vodenih, obenem pa izvajajo tudi pedagoško delo, to je izobražujejo oziroma posredujejo znanje, veščine in izkušnje. V okviru Planinskega društva: 
- organizirajo skupinske ture, pohode, turne smuke, lažje plezalne vzpone in tabore,
- izvajajo usposabljanje po programu planinske šole,
- pomagajo šolam in vrtcem,
- skrbijo za svoje izpopolnjevanje in licenčno usposabljanje
- s svojim zgledom utrjujejo stanovsko pripadnost prostovoljstvu.

Vodnik PZS lahko postane vsak, ki uspešno opravi teoretično in praktično usposabljanje po programu za določeno kategorijo vodnika. Napredovanje v višje kategorije je možno le po predhodno opravljenih usposabljanjih za osnovne kategorije. Za vodenje v okviru PZS ne sprejema plačila.
V evropskih državah delujejo običajno tri vrste vodnikov za vodenje v gorskem svetu: poklicni gorski vodniki, prostovoljni vodniki in prostovoljni mladinski vodniki.

### Poklicno gorsko vodništvo
Od leta 1993 obstaja v Sloveniji, poleg Vodniške komisije PZS, tudi poklicno Združenje gorskih vodnikov, ki je tudi član IFMGA. Za gorske vodnike velja Zakon o gorskih vodnikih (Ur. l. RS št. 99/2004, 59/2010), ki določa poklic gorskega vodnika, pogoje za pristop k usposabljanju, program usposabljanja, pogoje za opravljanje poklica, pogoje za ustanovitev in delovanje gorniških šol in državno podporo usposabljanju gorskih vodnikov v Republiki Sloveniji. Poklic gorskega vodnika je svoboden poklic.

## Moralna in pravna odgovornost
Moralna pravila niso nikjer zapisana, so stvar vedenja in ravnanja v družbi, ki se jih je treba držati. Vodnik mora ravnati skrbno in vestno tako, da se nobenemu udeležencu ne more zgoditi nezgoda. Ravnati mora tudi v skladu s Častnim kodeksom slovenskih planincev, kjer piše, da mora vodnik dajati zgled in mora biti spoštljiv. Sankcije v primeru kršenja moralnih pravil niso zapisane, so pa spontane (izobčenje iz družbe, prezir, bojkot).
Pravno odgovornost vodnika pa delimo na odškodninsko in kazensko, postopki tečejo na sodišču po zakonu o pravdnem postopku. V primeru dokazanih kršitev ima odškodninska odgovornost za posledico plačilo odškodnine, kazenska pa kazen. Vodniki PZS so zavarovani pri zavarovalnici. Eventualno kritje odškodninske odgovornosti iz naslova zavarovanja se ugotavlja za vsak primer posebej.

## Psihologija vodenja
Pri vodenju skupine ljudi v gore se vodnik sreča tako s svojimi osebnostnimi lastnostmi kot osebnostnimi potezami udeležencev. Te se izraziteje pokažejo v izrednih razmerah. Vodnik naj bi poznal ali znal prepoznati osebnostne lastnosti, navade, način reagiranja, pričakovanja in želje udeležencev na turi. Prav tako naj bi poznal osnove komunikacije v skupini, znal vplivati na motivacijo in sodelovanje.
Poznavanje svojih motivov za vodniško delo posamezniku pomaga pri odločanju o tem katere ture bo vodil in kako jih bo pripravil. Vodnik PZS je dolžan na turi tudi usposabljati udeležence. Ker pridejo udeleženci na turo z zelo različnimi motivi, jih mora vodnik znati prepoznati to raznovrstnost in tudi vplivati nanje. Kar se tiče usposabljanja pa predvideti kaj je za udeležence nujno in kaj ni.
Dober vodnik udeležence usmerja k doživljanju tako narave kot socialne povezanosti, naporov in zadovoljstva ob doseženem cilju.
Vodnik mora biti na turi pozoren tudi na psihofiziološke pojave udeležencev: dihanje, strah, panika in šok ter znati reagirati v primeru težav.

## Poznavanje in varstvo gorske narave
Vodniško delo zajema tudi učenje v naravi in o njej. Tako poznavanje gorske narave pomembno vpliva na varnost udeležencev na turah, istočasno pa jih bogati. Poznavanje gorske pokrajine (razčlenjenost površja, podnebne in vodne razmere, rastlinstvo in živalstvo, raba tal) pomembno dopolnjuje športni vidik planinstva, brez poznavanja sestavin gorske narave ni uspešne hoje in doživetje je okrnjeno.
Vodnik naj bi znal udeležencem razložiti pojave v naravi kot tudi družbene pojave v njej in s svojo strokovno razlago ustvariti vez med naravo in njenimi obiskovalci. Poleg splošnih okoljskih problemov vpliva na gorski svet tudi hoja, plezanje, turno smučanje, promet, taborjenje in druge človekove dejavnosti (planinske postojanke). Vodnik mora znati na primeren način (najbolje na primerih) udeležencem na turah razložiti škodljivo obnašanje v naravi.

## Načrtovanje, izvedba in analiza ture
Priprava ture je sestavljena iz več korakov: psihološke in telesne priprave ter tehnične in vsebinske priprave. Vodnik mora biti psihično stabilna in močna osebnost, telesno pa bolje pripravljen kot udeleženci na turi. Kar se tehnične priprave tiče mora biti sam pravilno opremljen, imeti pa mora tudi opremo za nudenje eventualne pomoči. Obvladati mora vrvno tehniko. Vodnik mora biti pozoren na pravilno opremo tudi udeležencev. Vsebinska priprava je različna za različne ture in različne udeležence (otroci, starši, samo odrasli, starejši, izkušeni planinci,...). Tura mora biti pripravljena tako, da bodo vsi udeleženci na koncu zadovoljni in obogateni z novimi spoznanji.
Vodnik mora pot in cilj, ki ga določi za turo, dobro poznati. Ozirati se mora na primeren letni čas in druge, tudi naravovarstvene, omejitve. Če je potrebno, ob razpisu tudi napove zahteve glede opreme in kondicije, udeleženca lahko tudi zavrne, če ugotovi objektivne okoliščine. Proučiti in napovedati mora način prevoza in eventualne druge stroške (prenočišča, prehrana na poti). Dan pred izletom se mora vodnik prepričati o pogojih na poti, predvsem so pomembni vremenski pogoji.
Če so bile priprave ture dobro zastavljene, je pričakovati uspešno izvedbo. Vodenje izleta naj bo sproščeno, vodnik hodi pred kolono, praviloma mu sledijo šibkejši udeleženci, nato vsi ostali. Določa tempo hoje in spremlja dogajanje v koloni, določi čas za počitek ali izvede razlago. V primeru nepredvidenih okoliščin (nevarnosti) lahko vodnik spremeni potek ture. Tudi sestop in pot domov je sestavni del ture, zato vodnik skrbi za skupino do predvidenega konca.
Planinski vodnik PZS mora po končani turi sestaviti poročilo, ki obsega statistične podatke, opis ture in posebnosti, eventualne pripombe udeležencev in tudi svoje opažanje. Analiza poročil je pomembna za nadaljnje vodenje tur.

## Vremenoslovje
Upoštevanje vremenske napovedi je pri pripravi ture bistvenega pomena. Vodniki morajo poznati vsaj osnove vremenoslovja. Vreme je v gorskem svetu lahko nepredvidljivo, se hitro spreminja in je lahko lokalno zelo različno. Vodnik mora znati razumeni vremensko napoved. Ločiti mora med velikimi vremenskimi pojavi (cikloni, fronte, fen) in lokalnimi pojavi (plohe, nevihte), pozimi so razmere v gorah zelo drugačne kot v dolini. Kar nekaj je pojavov, ki vodniku lahko pravočasno naznanijo spremembo vremena: spuščanje ali dvigovanje baze oblakov, obroč okoli sonca (halo), večerna ali jutranja zarja, veter in nastanek oblačnih kap, in drugo.
Vremenski pojavi so tudi zelo različni v različnih predelih gora: Alpe so razdelje v več delov, drugače je v Dinarskem gorstvu, itd.

## Osebna in tehnična oprema
Planinski vodnik mora uporabljati ustrezno osebno opremo, saj mora biti vzor udeležencem na turi. K osebni opremi sodi poleg oblačil, obutve in nahrbtnika še samovarovalni sestav (plezalni pas, čelada in zaščitne rokavice), po potrebi pohodne palice, cepin in dereze. V nahrbtnik sodi še čelna svetilka, prva pomoč, zemljevid, pozimi tudi plazovni trojček (žolna, lopata in sonda).
Glede na težavost ture pa mora imeti tudi tehnično opremo, kamor sodi: ustrezna vrv glede na namen uporabe, pomožne vrvice in trakovi, vponke, kladivo in klini, osmica in varovala. Za turno smuko seveda turne smuči, čevlji, vezi, srenači, psi, plazovni trojček.
Po veljavni evropski zakonodaji mora biti vsa oprema namenjena zaščiti pred padci, zdrsi in zaščiti glave izdelana po predpisanih standardih UIAA SAFETY in CE in tako tudi označena.

## Planinski vodniki PZS
Prostovoljno vodništvo ima v Sloveniji že več kot petdeset letno tradicijo, saj je bil prvi tečaj za mladinske vodnike izveden leta 1957. Vodniki Planinske zveze Slovenije so usposobljeni za vodenje različnih oblik planinske dejavnosti, zlasti pa izletov, pohodov, tur, turnih smukov, plezalnih vzponov in taborov. Vodniki Planinske zveze Slovenije so široko usposobljeni strokovni delavci v športu na področju planinstva, saj se njihovo osnovno strokovno delo ves čas prepleta z organizacijskim društvenim delom. Glede na številčnost in razširjenost delovanja imajo tudi izjemno vlogo pri hitremu prenašanju znanja, izkušenj in novosti v prakso. Usposabljanje vodnikov Planinske zveze Slovenije je proces, ki se začne v društvu, nadaljuje na usposabljanju in traja ves čas aktivnega obiskovanja gora.